# Дагович, Татьяна Александровна
Татьяна Александровна Дагович (род. 1980, Днепропетровск, Украинская ССР) — украинская писательница, поэтесса и прозаик, преподаватель, пишет на русском языке. Лауреат «Русской премии» (2016), лауреат международной литературной премии «Рукопись года» (2010), шорт-лист премии имени Иннокентия Анненского.

## Биография
Родилась в 1980 году в Днепропетровске, Украинская ССР. В детстве занималась балетом, училась в Белорусском хореографическом училище (Минск), позже в Днепропетровской школе классического танца. Получив среднее образование, поступила на обучение в Днепропетровский национальный университет на филологический факультет, который успешно окончила. Позже в Мюнстерском университете получила образование по направлению философия. С 2003 года проживает в Германии, работает научным сотрудником и преподавателем.
Активно занимается литературным творчеством на русском языке. Её труды публикуются в литературных журналах: «Новая Юность», «Знамя», «Homo Legens», «Нева» и других изданиях. Также её работы были напечатаны в альманахе «Толстый: Всё включено». На немецком языке её работы публиковались в альманахе «Poesiealbum neu» и на портале австрийского журнала Mosaik. Она автор книг «Ячейка 402», за которую стала в 2010 году лауреатом премии «Рукопись года» в номинации «Оригинальная идея»; «Хохочущие куклы», «Продолжая движение поездов». Четвёртая книга прозы Татьяны Дагович — «Растения цвета любви». Является постоянным автором журнала «Берлин. Берега».
В 2016 году она стала лауреатом «Русской премии» за рукопись повести «Продолжая движение поездов», которая в 2018 году издана отдельной книгой издательством «Время». Её творчество отмечено шорт-листом премии имени Иннокентия Анненского, а также лонг-листом премий им. Исаака Бабеля и MyPrize.
На вторжение России в Украину откликнулась антивоенными эссе в журнале «Берлин.Берега» и на портале Huxley, принимала участие в многочисленных акциях в поддержку Украины в Германии.
Проживает в Унне, Германия.

## Отзывы
Редактор Екатерина Серебрякова обращает внимание читателей на мастерство автора:
Читая Татьяну Дагович, оказываешься как будто во сне (и, надо заметить, в страшном сне). Татьяна, безусловно, мастер саспенса — ее строки буквально способны менять температуру тела. Эти тексты обладают способностью выдергивать из реальности — настолько реальность ее романов и повестей осязаема.

## Награды и премии
- Лауреат премии «Рукопись года» в номинации «Оригинальная идея»,
- лауреат «Русской премии 2016» (за повесть «Продолжая движение поездов»),
- шорт-лист премии Иннокентия Анненского,
- номинант премии MyPrize.
- номинант премии имени Эрнеста Хемингуэя (2020)